# Ford Crestline
Der Ford Crestline, war ein PKW der oberen Mittelklasse, der in den Modelljahren 1952 bis 1954 von Ford in den USA hergestellt wurde. Er war einer der Nachfolger des Ford Custom Deluxe und stellte das Spitzenmodell dar. Anders als seine einfacher ausgestatteten Schwestermodelle Mainline und Customline war er zunächst nur mit dem erstarkten V8-Motor des Vorgängers erhältlich, der aus 3917 cm³ Hubraum eine Leistung von 110 bhp (81 kW) bei 3800/min entwickelte.
Die Fahrzeuge waren als 2-türiges Cabriolet, 2-türige Hardtop-Limousine (Victoria) oder als 5-türiger Kombi mit 8 Sitzplätzen erhältlich. Die Modelle übernahmen die Pontonform des Vorgängers und zeigten die typische Weltkugel, die bereits aus dem Modelljahr 1950 bekannt war, im Grill.
1953 wurde der Crestline mit nur geringsten kosmetischen Änderungen weitergebaut. Auch 1954 änderte sich am Erscheinungsbild nicht viel, aber der Crestline war jetzt auch mit dem neuen Sechszylinder-Reihenmotor verfügbar, der bei 3654 cm³ Hubraum 115 bhp (85 kW) bei 3900/min leistete. Der V8-Motor erstarkte auf 130 bhp (96 kW) bei 4200/min, um den nötigen Abstand zu wahren.
Zusätzlich zu den drei bekannten Karosserievarianten gab es in diesem letzten Produktionsjahr noch eine zweite 2-türige Hardtop-Limousine (Skyliner) mit Glasdach über den Vordersitzen und eine 4-türige Limousine.
In drei Jahren entstanden 540.211 Exemplare, von der Variante Skyliner wurden 13.344 Fahrzeuge hergestellt. Im Modelljahr 1955 löste das neue Modell Fairlane den Crestline ab.

## 1952
Der Crestline wurde als höchste Ausstattungsvariante der Ford-Modellreihe von 1952 eingeführt, über dem mittleren Customline und dem Basismodell Mainline. Er wurde als Victoria, Sunliner und Country Squire angeboten, jeweils als 2-türiges Hardtop, 2-türiges Cabriolet und 4-türiger Kombi. Crestlines wurden ausschließlich mit einem 239 Kubikzoll (3.920 cm³) „Flathead“ V8-Motor angeboten.

## 1953
Der Crestline erhielt für 1953 leichte Änderungen an Styling und Ausstattung. Er behielt seine Position als höchste Ausstattungsvariante in der Ford-Modellreihe, während die Karosserievarianten und die Motorenverfügbarkeit unverändert blieben.

## 1954
Für 1954 wurde der Crestline erneut mit leichten Änderungen an Styling und Ausstattung aktualisiert. Fordor Sedan und Skyliner Versionen wurden hinzugefügt, wobei letztere ein 2-türiges Hardtop mit einem getönten Acrylglaspanel im vorderen Bereich des Dachs war. Im einzigen Produktionsjahr wurden 13.144 Stück verkauft, mehr als in den beiden folgenden Jahren der Crown Victoria Skyliner Produktion. Neue 223 Kubikzoll (3.650 cm³) Reihensechszylinder und 239 Kubikzoll (3.920 cm³) OHC-V8-Motoren wurden angeboten. Der Crestline wurde in der Ford-Modellreihe von 1955 durch den Ford Fairlane ersetzt.

## Quelle
Gunnell, John (Herausgeber): Standard Catalog of American Cars 1946–1975, Krause Publications Inc., Iola (2002), ISBN 0-87349-461-X.
Richard M. Langworth, Chris Poole, James R. Flammang: Amerikanische Automobile der 50er und 60er Jahre, 1. Auflage, Heel Verlag GmbH, Königswinter 2019, ISBN 978-3-95843-899-6.

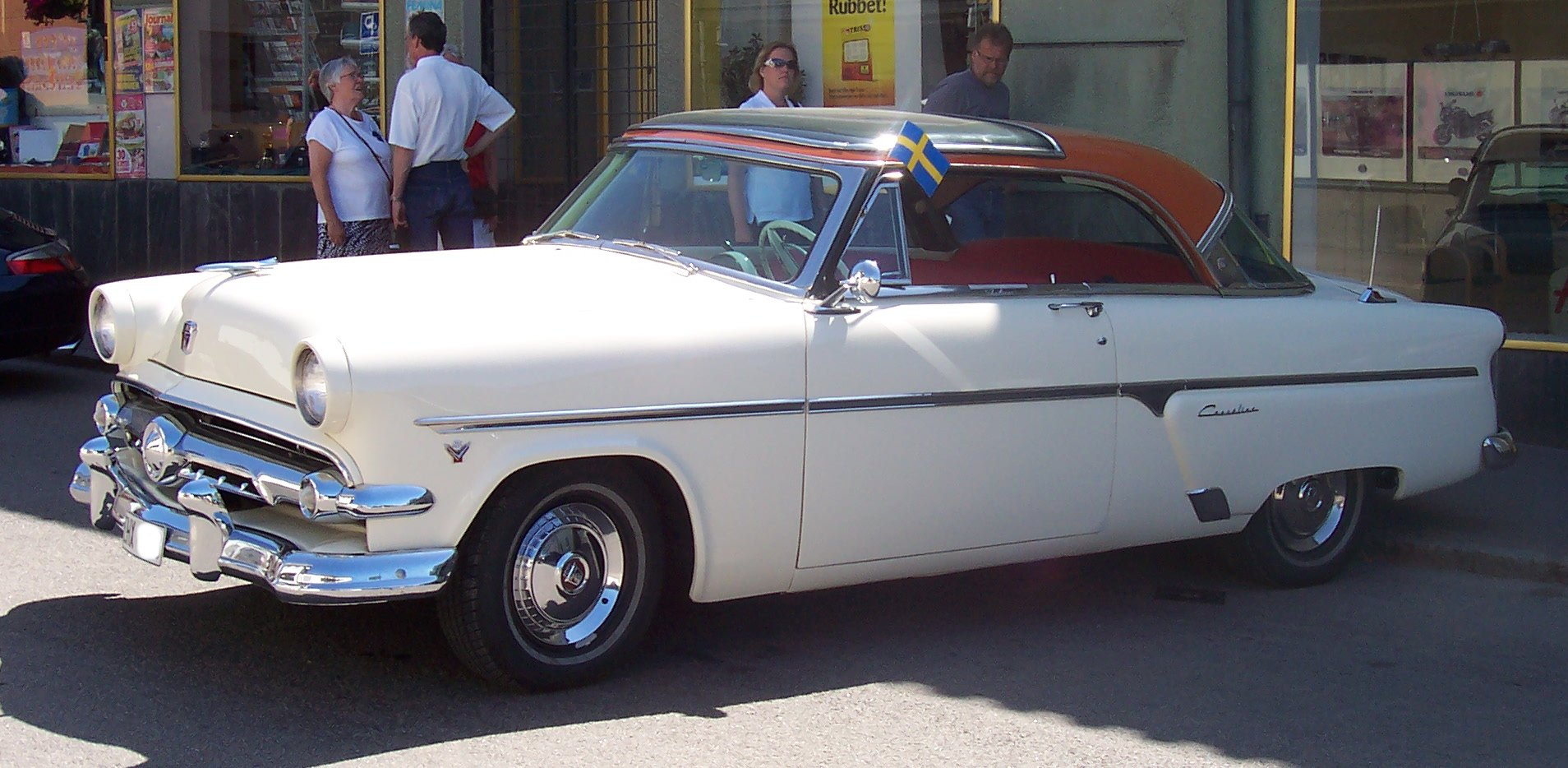
Ford Crestline Skyliner (1954)